# Elkar
Elkar es una editorial del País Vasco fundada en 1977, con sede en el barrio donostiarra de Igara. Trabaja en dos campos principales: los libros (tanto literatura como libros de texto) y la música.
La propietaria de la editorial es Elkar Fundazioa. El nombre es un acrónimo de Euskal Liburu eta Kanten Argitaldaria (Editorial de Libros y Canciones Vascos). De 1997 a 2005 utilizó el nombre de Elkarlanean. Durante ese tiempo, la fundación se denominó Euskalgintza Elkarlanean Fundazioa.